# Betchat
Betchat (gascognisch: Bèthhag) eine französische Gemeinde mit 356 Einwohnern (Stand: 1. Januar 2022) im Département Ariège in der Region Okzitanien (vor 2016: Midi-Pyrénées). Die Gemeinde gehört zum Arrondissement Saint-Girons und zum Kanton Portes du Couserans. Die Einwohner werden Betchatois genannt.

## Geographie
Betchat liegt etwa 50 Kilometer westnordwestlich von Foix. Der kleine Fluss Lens begrenzt die Gemeinde im Norden. Umgeben wird Betchat von den Nachbargemeinden Escoulis im Norden, Cérizols im Norden und Nordosten, Fabas im Nordosten, Bédeille und Bagert im Osten, Mercenac im Südosten, Prat-Bonrepaux, Lacave und La Bastide-du-Salat im Süden, Touille im Westen sowie Marsoulas und Cassagne im Nordwesten.

## Bevölkerungsentwicklung
| Jahr                       | 1962 | 1968 | 1975 | 1982 | 1990 | 1999 | 2006 | 2019 |
| Einwohner                  | 448  | 418  | 386  | 307  | 314  | 293  | 348  | 350  |
| Quellen: Cassini und INSEE |      |      |      |      |      |      |      |      |

## Sehenswürdigkeiten
- Kirche Saint-Ferréol aus dem 12. Jahrhundert
- Burg bzw. Schloss Castelbon, im 12. Jahrhundert erbaut, ausgebaut im 14., 16. und 18. Jahrhundert
- ehemalige Markthalle

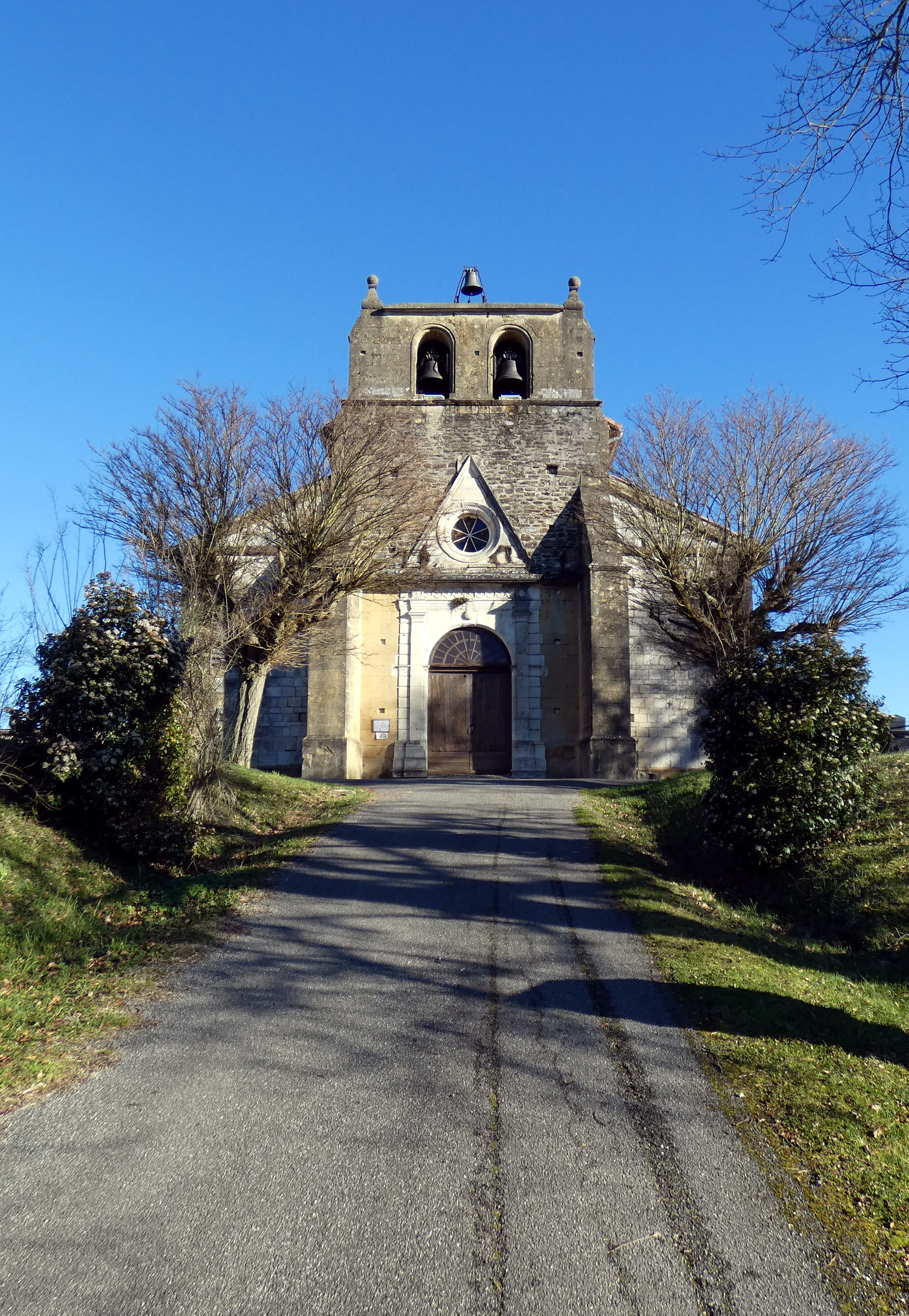
Kirche Saint-Ferréol
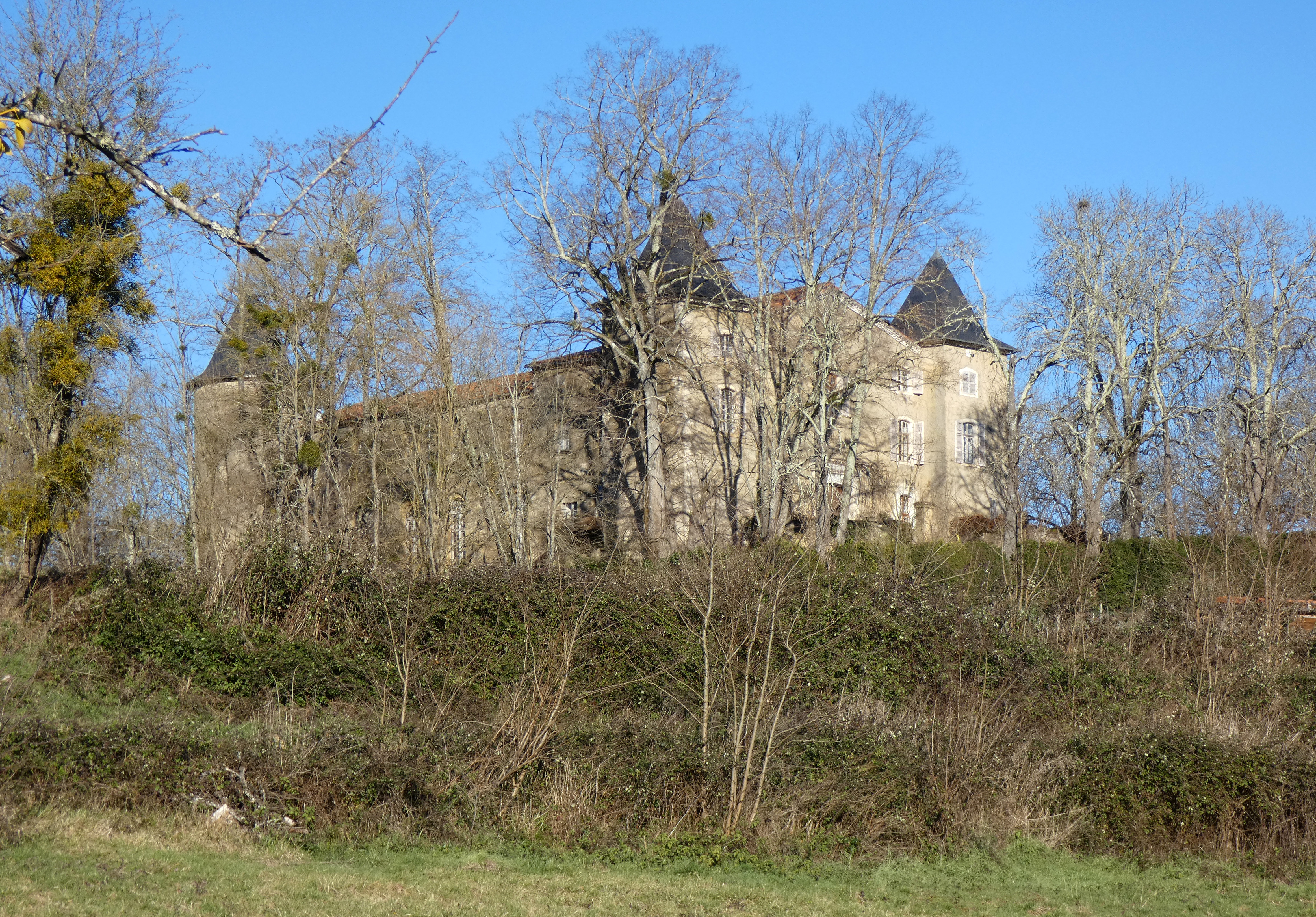
Schloss Castelbon
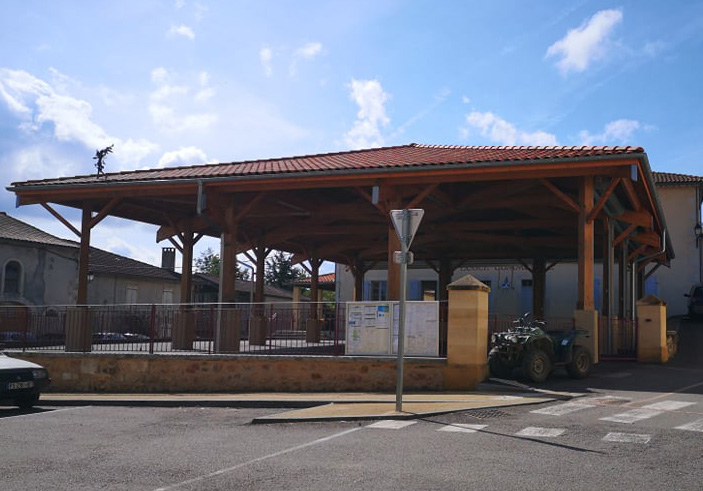
Markthalle